# Dov Ber ben Feiwel
Dov Ber ben Feiwel (17. század - 18. század) rabbi
Atyja Stomfán működött. Családja a Lengyelországból kiüldözöttek közül való, sok hánykódás után 1720 körül telepedett le Pozsonyban. Halachikus munkájának címe: Beér Tov, Altonában jelent meg 1737-ben. Kortársai kimagasló tudását dicsérték.